# FSV Budissa Bautzen
El FSV Budissa Bautzen es un equipo de fútbol de Alemania que juega en la NOFV-Oberliga Süd, una de las ligas que conforman el quinto nivel de fútbol en el país.

## Historia
Fue fundado el 24 de mayo del año 1904 en la ciudad de Bautzen, en Sajonia con el nombre Fußball Klub Budissa Bautzen y fue uno de los pocos equipos sobrevivientes al finalizar la Segunda Guerra Mundial.
En sus inicios formó parte de la VMBV (Verband Mittledeutschland Ballspiel Vereins or Central German Federation of Ballsport Teams), una de las ligas regionales existentes en los inicios del siglo XX. En 1907 cambiaron su nombre al de SV Budissa 04, apareciendo regularmente en la lucha por el título regional, pero que eliminaban de manera temprana.
Luego de que las fuerzas aliadas ocuparan Alemania, desaparecieron todas las instituciones existentes en el país, incluyendo las deportivas. El Budissa fue restablecido en 1946 con el nombre Sparte Süd, pero después lo cambiaron a SG Bautzen-Süd. En 1949 se fusionaron con el SG Bautzen West para crear al BSG Einheit Bautzen, equipo que en 1950 pasaría a llamarse BSG Motor Bautzen.
En 1954 ascenderían a la DDR-Liga, pero la liga fue reestructurada en 1955 y descendieron a la 2. DDR-Liga, pero tres años después retornaron a la DDR-Liga (II). Estuvieron en la segunda división hasta la temporada 1967/68 y exceptuando el retorno a la DDR-Liga entre 1947 y 1976, los siguientes 12 años los pasaron entre el tercer y el cuarto nivel. En ese periodo era común que participara en la Copa de Alemania Oriental, aunque no hicieron gran cosa en ella.
Luego de la reunificación alemana en 1990 cambiaron su nombre por el que usan actualmente, apareciendo en la Landesliga entre 1992 y 1994, y fue hasta el 2002 que retornaron a la liga, en la cual estuvieron tres años hasta ascender a la Oberliga. En la temporada 2013/14 ganaron su zona y ascendieron por primera vez a la Regionalliga Nordost, donde jugaron por cinco temporadas hasta que descendieron al finalizar la temporada 2018/19 luego de terminar en último lugar entre 18 equipos.

## Palmarés
- 2.DDR-Liga Süd: 1

1957
- NOFV-Oberliga Süd: 1

2014
- Landesliga Sachsen: 1

2005
- Bezirksliga Dresden: 2

1992, 2002
- Bezirkspokal: 2

1996, 2002